# Пауло Гонет Бранко
Пауло Густаво Гонет Бранко (на португалски: Paulo Gustavo Gonet Branco, роден на 16 август 1961 г. в Рио де Жанейро)  е бразилски юрист, професор и прокурор. Член на Федералната прокуратура на Бразилия от 1987 г., той е главен прокурор на Бразилия от 18 декември 2023 г.
Заедно със съдията от Върховния федерален съд Жилмар Мендис, Гонет е съавтор на книгата „Курс по конституционно право“, която печели наградата „Жабути“ през 2008 г. Той е и един от основателите на Бразилския институт за образование, развитие и изследвания.

## Кариера
Гонет завършва право в Университета на Бразилия през 1982 г. Придобива магистърска степен по права на човека в Университета на Есекс през 1990 г. и докторска степен по право, държава и конституция в Университета на Бразилия през 2008 г.
От 1982 г. до 1987 г. работи във Върховния федерален съд като асистент на съдията Франсиско Резек, който е бил негов професор в Юридическия факултет.
Издържа приемните изпити за длъжността прокурор от първи ранг (промотор) в Прокуратурата на Федералния окръг и териториите и във Федералната прокуратура.  След като избра последната, той става прокурор на Републиката през 1987 г. и е повишен в главен подпрокурор на Републиката през 2012 г.
Тъй като се присъединява към Федералната прокуратура преди влизането в сила на Конституцията от 1988 г., на Гонет не му е забранено да работи едновременно и като адвокат, което прави от 1994 г. и също така става съдружник в адвокатската кантора „Сержу Бермудеш“. През ноември 2023 г. спира да работи като адвокат и прекратява регистрацията си в Ордена на адвокатите на Бразилия.
В Бразилия, заедно с Жилмар Мендис и Иносенсиу Мартиреш Коелю, Пауло Гонет основава през 1998 г. Бразилския инситут за публично право, понастоящем известен като Бразилски институт за образование, развитие и изследвания, оставайки свързан с него до 2017 г Също така заедно с тях Гонет е съавтор на книгата „Курс по конституционно право“. Тя печели 50-ата Награда „Жабути“ като третата най-добра юридическа книга за 2008 г.
Гонет е член на Изпълнителния съвета на Центъра за висши изследвания в областта на контрола и публичната администрация към Федералната сметна палата.
Между декември 2019 г. и юли 2021 г. е и генерален директор на Висшето училище на Прокуратурата на Съюза.
От 29 юли 2021 г. е електорален заместник главен прокурор. Той ръководи Електоралната прокуратура по време на общите избори през 2022 г. През юли 2023 г. представя становище пред Върховния избирателен съд на Бразилия в полза на осъждането на бившия президент Жаир Болсонаро за злоупотреба с политическа власт.
На 27 ноември 2023 г. Пауло Гонет е номиниран от президента Лула да Силва за главен прокурор на Бразилия. На 13 декември същата година Федералният сенат одобрява номинацията му с мнозинство от 65 срещу 11 гласа, след което Годет официално встъпва в длъжност на 18 декември 2023 г.

## Награди и титли
- Награда „Жабути“, Бразилска книжна камара, 2008 г.[14]
- Кавалер на Ордена за заслуги към трудовото правосъдие, Върховен съд на труда, 2004 г.[15]
- Кавалер на Ордена на Рио Бранко, Министерство на външните работи, 2002 г.[16]

## Препратки
1. 1 2 3 4   Paulo Gustavo Gonet Branco. Senado Federal, архив на оригинала от 12 декември 2023, https://legis.senado.leg.br/sdleg-getter/documento?dm=9516956&ts=1701874848046&disposition=inline&_gl=1*e5yc7c*_ga*MTY2Nzg5NzI5LjE2ODk5NjQ3OTA.*_ga_CW3ZH25XMK*MTcwMjQxMjQ5Ni45LjEuMTcwMjQxMjY0OS4wLjAuMA.., посетен на 12 декември 2023
2. ↑   Professor Doutor Paulo Gonet Branco. Instituto de Ciências Jurídico-Políticas, https://www.icjp.pt/sites/default/files/cursos/oradores_pgb.pdf, посетен на 10 март 2017
3. 1 2 3   Quem é Paulo Gonet, indicado por Lula para a Procuradoria-Geral da República. CNN, 27 November 2023, https://www.cnnbrasil.com.br/politica/quem-e-paulo-gonet-indicado-por-lula-para-a-procuradoria-geral-da-republica/, посетен на 12 декември 2023
4. 1 2 3   Sessão de abertura do 2º semestre forense no TSE marca chegada do novo vice-procurador-geral eleitoral, 2 August 2021, https://www.tse.jus.br/imprensa/noticias-tse/2021/Agosto/sessao-de-abertura-do-2o-semestre-forense-no-tse-marca-chegada-do-novo-vice-procurador-geral-eleitoral, посетен на 3 август 2021[неработеща препратка]
5. ↑   Paulo Gustavo Gonet Branco. Memorial MPF, https://memorial.mpf.mp.br/nacional/galeria-de-membros/unidade_detalhe_galeria_subs?mat=91, посетен на 15 август 2022, "SUBPROCURADOR-GERAL DA REPÚBLICA (28/01/2012 )"
6. ↑   Paulo Gonet não é mais sócio de Gilmar Mendes no IDP. Jota, 14 September 2017, https://www.jota.info/jotinhas/paulo-gonet-nao-e-mais-socio-de-gilmar-mendes-no-idp-14092017, посетен на 18 ноември 2023
7. ↑   Prêmio 2008 (50 anos). Prêmio Jabuti, архив на оригинала от 19 юни 2015, http://premiojabuti.com.br/edicoes-anteriores/premio-2008/, посетен на 10 март 2017
8. ↑   PORTARIA-TCU No 248. Boletim do Tribunal de Contas da União, https://portal.tcu.gov.br/lumis/portal/file/fileDownload.jsp?fileId=8A8182A25C416D61015C5AA51C306344&inline=1, посетен на 30 октомври 2018[неработеща препратка]
9. ↑  ((pt-br)) Baptista, Graziane Madureira. PGR indica nova diretoria da ESMPU para biênio 2020/2021, http://escola.mpu.mp.br/a-escola/comunicacao/noticias/pgr-indica-nova-diretoria-da-esmpu-para-bienio-2020-2021, посетен на 6 април 2021
10. ↑   Aras nomeia Paulo Gonet Branco como vice-procurador-geral Eleitoral. ConJur, 29 July 2021, https://www.conjur.com.br/2021-jul-29/aras-nomeia-paulo-gonet-vice-procurador-geral-eleitoral, посетен на 15 август 2022
11. ↑   MP Eleitoral apresenta parecer pela inelegibilidade de Bolsonaro. Tribunal Superior ELeitoral, 22 June 2023, https://www.tse.jus.br/comunicacao/noticias/2023/Junho/mp-eleitoral-apresenta-parecer-pela-inelegibilidade-de-bolsonaro, посетен на 19 август 2023[неработеща препратка]
12. ↑  ((pt-br))  Senado aprova Flávio Dino para o STF e Paulo Gonet para a PGR. G1, 2023-12-13, https://g1.globo.com/politica/noticia/2023/12/13/senado-aprova-flavio-dino-para-o-stf-e-paulo-gonet-para-a-pgr.ghtml, посетен на 14 декември 2023
13. ↑  ((pt-br))  Paulo Gonet toma posse como PGR e defende unidade do Ministério Público. Consultor Jurídico, 2023-12-18, https://www.conjur.com.br/2023-dez-18/paulo-gonet-toma-posse-como-pgr-e-defende-unidade-do-ministerio-publico/, посетен на 28 декември 2023
14. ↑   Livro do ministro Gilmar Mendes ganha Prêmio Jabuti. ConJur, https://www.conjur.com.br/2008-set-24/livro_ministro_gilmar_mendes_ganha_premio_jabuti, посетен на 30 октомври 2018
15. ↑   Tribunal Superior do Trabalho. TST, архив на оригинала от 31 октомври 2018, http://www.tst.jus.br/home?p_p_id=15&p_p_lifecycle=0&p_p_state=maximized&p_p_mode=view&_15_struts_action=%2Fjournal%2Fview_article&_15_groupId=10157&_15_articleId=245156&_15_version=1.0, посетен на 30 октомври 2018
16. ↑   Diário Oficial da União. DOU, https://www.jusbrasil.com.br/diarios/557623/pg-7-secao-1-diario-oficial-da-uniao-dou-de-31-05-2002, посетен на 30 октомври 2018

|  | Тази страница частично или изцяло представлява превод на страницата Paulo Gonet Braco и страницата Paulo Gonet Branco в Уикипедия на английски и португалски език. Оригиналните текстове, както и този превод, са защитени от Лиценза „Криейтив Комънс – Признание – Споделяне на споделеното“, а за творби, създадени преди юни 2009 година – от Лиценза за свободна документация на ГНУ. Прегледайте историята на редакциите на оригиналните страници тук и тук, за да видите списъка на техните съавтори. ВАЖНО: Този шаблон се отнася единствено до авторските права върху съдържанието на статията. Добавянето му не отменя изискването да се посочват конкретни източници на твърденията, които да бъдат благонадеждни. |